# Kirk Hammerton
Kirk Hammerton est un village et une paroisse civile du district de Harrogate, dans Yorkshire du Nord, en Angleterre. Il est bordé par la rivière Nidd et est desservie par la ligne ferroviaire Leeds-York.

## L'Eglise Saint-Jean-Baptiste
C'est des monuments le plus remarquable de Kirk Hammerton. Elle remonte au 12ème siècle et est classé Grade II. Elle est connue pour ses magnifiques vitraux ainsi que son clocher.
Aujourd'hui, l'église est encore utilisé par les habitants de la paroisse.